# 海保眞夫
海保 眞夫（海保 真夫、かいほ まさお、1938年11月15日 - 2003年4月12日）は、日本の英文学者、翻訳家。慶應義塾大学文学部教授を務めた。

## 人物・経歴
神奈川県横浜市生まれ。1957年東京都立新宿高等学校卒業、1962年慶應義塾大学文学部英文学専攻卒、1964年慶應義塾大学大学院文学研究科英文学専攻修士課程修了。
1964年慶應義塾大学文学部助手、1969年同専任講師昇格、1972同助教授昇格、ケンブリッジ大学で２年間在外研究、1979同教授昇格。ジョナサン・スウィフトを中心に据えた18世紀英文学や英国史を専門としつつ、17 - 19世紀の英文学について多数の論文、書籍などを表し、同時に精力的に翻訳活動を行ったが、在職中に病没。享年64歳。池田年穂などが翻訳の遺志を継いでいる。

## 著書
- 『近代英文学の一面』正・続（上村達雄共著、慶應通信） 1979 - 1992
- 『イギリスの大貴族』（平凡社新書） 1999.10
- 『文人たちのイギリス十八世紀』（慶應義塾大学出版会） 2001.7

## 翻訳
- 『政治家の条件』（H・テイラー、至誠堂） 1967
- 『鮭サラの一生』（H・ウィリアムスン、至誠堂） 1968
- 『白人よ聞け』（リチャード・ライト、鈴木主税共訳、小川出版） 1969
- 『人類にあすはあるか 生き残り運動の基本綱領』（英エコロジスト誌編、上村達雄共訳、時事通信社） 1972
- 『名探偵ポオ氏 『マリー・ロジェの秘密』をめぐって』（ジョン・ウォルシュ、草思社） 1980.5
- 『ボルジア家 悪徳と策謀の一族』（マリオン・ジョンソン、中央公論社） 1984.11。中公文庫 1987
- 『猫の大虐殺』（ロバート・ダーントン、鷲見洋一共訳、岩波書店） 1986。岩波同時代ライブラリー 1990、岩波現代文庫 2007
- 『スウィフト 政治・宗教論集』（スウィフト、中野好之共訳、法政大学出版局、叢書ウニベルシタス） 1989.9
- 『サリンジャーをつかまえて』（イアン・ハミルトン、文藝春秋） 1992.5。文春文庫 1998
- 『海と陸が出会うところ 世界の海岸線と自然』（National Geographic Society、岩波書店） 1992.3
- 『ダービー伯爵の英国史』（ジョン・ジョゼフ・バグリー、平凡社） 1993.1
- 『乞食オペラ』（ジョン・ゲイ、法政大学出版局） 1993.8、新装版2006
- 『歴史の白昼夢 フランス革命の18世紀』（ロバート・ダーントン、坂本武共訳、河出書房新社） 1994.8
- 『ジーキル博士とハイド氏』（スティーヴンスン、岩波文庫） 1994.11。岩波少年文庫 2002
- 『ギボン 歴史を創る』（ロイ・ポーター、中野好之共訳、法政大学出版局、叢書ウニベルシタス） 1995
- 『バラントレーの若殿』（スティーヴンスン、岩波文庫） 1996.4
- 『かわうそタルカ』（ヘンリー・ウィリアムスン、文藝春秋） 1996.11
- 『荒野の呼び声』（ジャック・ロンドン、岩波文庫） 1997.12
- 『サミュエル・ピープスの日記 第8巻』（サミュエル・ピープス、臼田昭・岡照雄共訳、国文社） 1999.6
- 『宝島』（スティーヴンスン、岩波少年文庫） 2000.10
- 『夫が多すぎて』（モーム、岩波文庫） 2001.12
- 『サミュエル・ピープスの日記 第9巻』（サミュエル・ピープス、岡照雄共訳、国文社） 2003.4
- 『ロビンソン・クルーソー』（ダニエル・デフォー、岩波少年文庫） 2004.3
- 『サミュエル・ピープスの日記 第10巻』（サミュエル・ピープス、岡照雄補訳、国文社） 2012.2